# اچ‌ام‌اس رسریو (۱۸۰۸)
اچ‌ام‌اس رسریو (۱۸۰۸) (به انگلیسی: HMS Rosario (1808)) یک کشتی بود که طول آن ۹۰ فوت ۰ اینچ (۲۷٫۴۳ متر) بود. این کشتی در سال ۱۸۰۸ ساخته شد.